# Lorne Currie
Lorne Currie (Le Havre, 25 april 1871 - aldaar, 21 juni 1926) was een Brits zeiler.
Currie behaalde tijdens de Olympische Zomerspelen 1900 de titel in de ½-1 ton klasse en de open klasse.

## Resultaten

### Olympische Zomerspelen
| Jaar | Plaats | Resultaten                                                 |
| ---- | ------ | ---------------------------------------------------------- |
| 1900 | Parijs | ½-1 ton wedstrijd 1 · open klasse · 4e ½-1 ton wedstrijd 2 |